# Lothar Emmerich
Lothar Emmerich, född 29 november 1941 i Dortmund, död 2003, var en tysk professionell fotbollsspelare, anfallare.
Emmerich var en av Bundesligas bästa anfallare under 1960-talet och var med i VM 1966. I gruppspelsmatchen mot Spanien gjorde han ett klassiskt mål ur extremt liten vinkel. Emmerich spelade i finalen mot England vilket blev hans sista landskamp. Totalt spelade han fem landskamper och gjorde två mål för det västtyska landslaget. Efter tiden i Dortmund spelade Emmerich bland annat i Belgien. Efter den aktiva karriären var han verksam som tränare. 

## Meriter
- 5 A-landskamper för Västtyskland
- VM i fotboll: 1966
  - VM-silver 1966
- Cupvinnarcupen: 1966

## Klubbar
- BV Borussia 09 Dortmund